# Abbatelli
Gli Abbatelli, noti anche come Abatelli, Abatellis, Abbadelli, Patella o Patellis, sono una famiglia nobile siciliana. Di origine toscana, fu in passato una delle più ricche e potenti del Regno di Sicilia, e diede origine a tre rami, quello dei Conti di Cammarata, quello dei Baroni Cammarata di Corleone tutt'oggi esistente e quello dei Baroni di Cefalà, a tutt'oggi fiorente.

## Storia
La dinastia fu trapiantata in Sicilia nel XII secolo da un Dulcio Abbatelli, milite toscano originario di Lucca al servizio dell'imperatore Federico II di Svevia, da questi inviato come luogotenente di Oddone di Camanna, capo di una colonia di Lombardi deportata dalle città ribelli dell'Italia settentrionale. Costoro si stanziarono inizialmente nel Castello di Scapello, in seguito abbandonato nel 1237 a causa delle incursioni dei corsari, per poi stabilirsi a Corleone. Dulcio fu successivamente inviato dall'Imperatore Federico a Palermo per ricoprire incarichi per la Corona imperiale, e nella città siciliana si stabilì e sposò la nobildonna Giulia Ortolerio, da cui nacque Nicoloso.
Secondo altre fonti, gli Abbatelli sarebbero giunti in Sicilia nel XIV secolo, e il capostipite sarebbe un Diotisalvi, che fu senatore di Palermo nel 1329-30. Il Mugnos, nella sua celebre opera Teatro genologico delle Famiglie Nobili titolate feudatarie ed antiche nobili del fidelissimo Regno di Sicilia viventi ed estinte del 1667, che pone Dulcio come capostipite, indica il predetto Diotisalvi come figlio di Nicoloso. A Palermo, gli Abbatelli ricoprirono incarichi politico-amministrativi di rilievo e furono attivi come mercanti, banchieri e prestatori di denaro, e grazie a queste attività incrementarono notevolmente le loro ricchezze.
Un Giovanni de Abatellis, figlio di Diotisalvi, fu pretore di Palermo nel 1344, e padre di Dulcio II, che ricoprì la carica di senatore di Palermo nel 1392-93. Figlio di quest'ultimo fu Giovanni († 1453), miles del Regno, che fu regio consigliere del re Martino I di Sicilia, luogotenente del Maestro Razionale del Regno (1414) e pretore di Palermo (1433-34). Fu il primo feudatario del suo casato avendo acquistato nel 1406 la terra e il castello di Cefalà, di cui assunse il titolo di barone. Nel 1408, acquistò e si infeudò anche la terra di Cammarata. Sposò la nobildonna Eleonora Chiaramonte Ventimiglia dei Conti di Modica, da cui ebbe quattro figli, e da lui derivarono i rami dei Conti di Cammarata e dei Baroni di Cefalà.

## Rami
Conti di Cammarata
Il ramo dei Conti di Cammarata ebbe origine con Federico Abbatelli Chiaramonte († post 1479), figlio di Giovanni, che ereditò da questi la baronia di Cammarata, su cui nel 1451 ebbe investitura del titolo di conte dal re Alfonso V d'Aragona. Del medesimo Re Alfonso fu regio consigliere, e ricoprì le cariche di capitano di giustizia di Palermo (1433-34), ambasciatore del Regno di Sicilia presso il Re della Corona d'Aragona (1446 e 1456), pretore di Palermo (1460-61), Vicario generale del Regno (1472), e Gran camerlengo (1479). Fu padre di Giovanni Francesco Abbatelli de Luna, II conte di Cammarata († post 1505), che fu pretore di Palermo (1477-48, 1485-86, 1490-91), Gran camerlengo (1479), maestro portulano (1480) e deputato del Regno (1505). Ebbe due figli, nati da due diverse unioni, Antonio e Federico.
Antonio Abbatelli Cardona, III conte di Cammarata († 1503), fu luogotenente del Maestro Giustiziere, Senatore di Palermo (1501-02) e stratigoto di Messina (1503). Alla sua morte, nel possesso della Contea di Cammarata  gli succedette il fratello Federico Abbatelli Ventimiglia, barone di Sambuca († 1523), che sposò la sua unica figlia Margherita. Esponente più illustre della sua dinastia, il Conte Federico II fu capitano generale della marina del Regno di Sicilia, capitano contro il banditismo (1507-09), capitano d'armi a vita della città di Agrigento (dal 1508), deputato del Regno (1508, 1511) e maestro portulano del Regno (1509). Capeggiò la rivolta del 1516 contro il viceré Hugo de Moncada; accusato di fellonia dal viceré Ettore Pignatelli, duca di Monteleone, ebbe confiscati tutti i beni, e per aver tentato di cospirare contro la Corona, fu processato e decapitato nel 1523 a Milazzo.
La Contea di Cammarata fu successivamente restituita alla vedova Margherita Abbatelli Branciforte, la quale ebbe da Federico due figli, di cui uno Martino, morto celibe nel 1523, e con cui si estinse la linea dei Conti di Cammarata. La Contessa Margherita si risposò con il cugino Blasco Branciforte Alagona, barone di Tavi, che acquisì maritali nomine lo Stato, che pervenne così in dote al suo casato.
Baroni di Cefalà
La baronia di Cefalà, alla morte di Giovanni Abbatelli nel 1453, fu ereditata dall'omonimo figlio secondogenito Giovanni († 1459). Costui fu ambasciatore del Regno di Sicilia presso il Re della Corona d'Aragona (1431), maestro secreto del Regno (1440), Regio consigliere del re Alfonso V d'Aragona, Gran camerlengo del Regno (1443), deputato, presidente e capitano generale del Regno di Sicilia nel (1449-52), e procuratore del Re Alfonso per affari importantissimi dell'isola. Morto nel 1459, gli succedette nel titolo il fratello minore Manfredi. Un Francesco Abbatelli La Grua († 1526), figlio di Giovanni, II barone di Cefalà, fu mestro portulano (1480), pretore di Palermo (1485-86 e 1490-91), e nel 1495 fece costruire al quartiere Kalsa di Palermo la sua residenza, il Palazzo Abatellis, che dal 1954 è sede della Galleria Regionale della Sicilia.
Manfredi Abbatelli Chiaramonte, III barone di Cefalà, fu pretore di Palermo (1445-46 e 1446-47). Sposò la nobildonna Aloisia Lombardo, che gli portò in dote la baronia di Gibellina. Fu padre di Federico, IV barone di Cefalà, e Francesco, dei quali il primo fu pretore di Palermo (1460-61). Gli Abbatelli persero le baronie di Cefalà e di Gibellina con Federico Abbatelli, VII barone di Cefalà, figlio di Giovanni Manfredi, per confisca fattagli per aver preso parte alla congiura contro la Corona spagnola organizzata dai fratelli Imperatore, e che gli costò la vita con la decapitazione eseguita a Milazzo nel 1523.
L'ultimo Barone di Cefalà, lasciò discendenza, avuta dalla moglie Elisabetta Bardi Mastrantonio dei Baroni di Jaci, la quale dopo la decapitazione del marito si stabilì a Catania con i figli Giuseppe e Francesca. La linea dei Baroni di Cefalà proseguì attraverso Giuseppe, che sposò la nobildonna Agata Castello dei Baroni di Biscari. Fu senatore di Catania nel 1549-50, e padre di Alfonso, anch'egli senatore della medesima città nel 1574-75. Questi sposò Giovanna Paternò dei Baroni di Raddusa, che lo rese padre di sette figli.
Tra i membri più illustri degli Abbatelli di Catania, già baroni di Cefalà, linea a tutt'oggi fiorente, vi furono: Ignazio, senatore di Catania nel 1697-98, 1702-03, 1705-06, 1709-10, 1715-16, 1720-21, 1725-26, 1730-31, e Vincenzo, senatore di Catania nel 1735-36, 1736-37, 1738-39, 1742-43, 1747-48, 1750-51 e 1753-54.

## Arma
L'arma della famiglia Abbatelli è formata da uno stemma raffigurante un grifo nero rampante su campo d'oro, e la corona di conte.